# 坂戸 (桜川市)
坂戸（さかど）は、茨城県桜川市の地区。現行政地名は西飯岡、富岡、鍬田、堤上、下泉、本郷、久原、飯渕、大泉、長方、中泉、上野原地新田。

## 概要
桜川市の北西部、筑西市（旧協和町）との境に位置する。岩瀬盆地では西部に位置し、石材業が盛んで坂戸石というブランドを持つ。

## 域内の地区

### 小栗街道沿い

#### 西飯岡

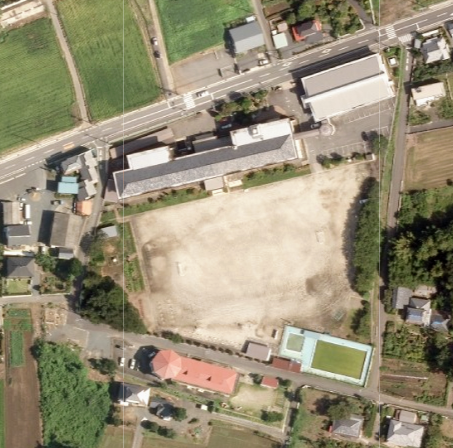
坂戸小学校

江戸時代は飯岡村と称し、1868年（明治元年）に西飯岡村に改称した。坂戸地区の中心であり、桜川市立坂戸小学校の所在地である。村社として白山神社が鎮座している。

#### 富岡

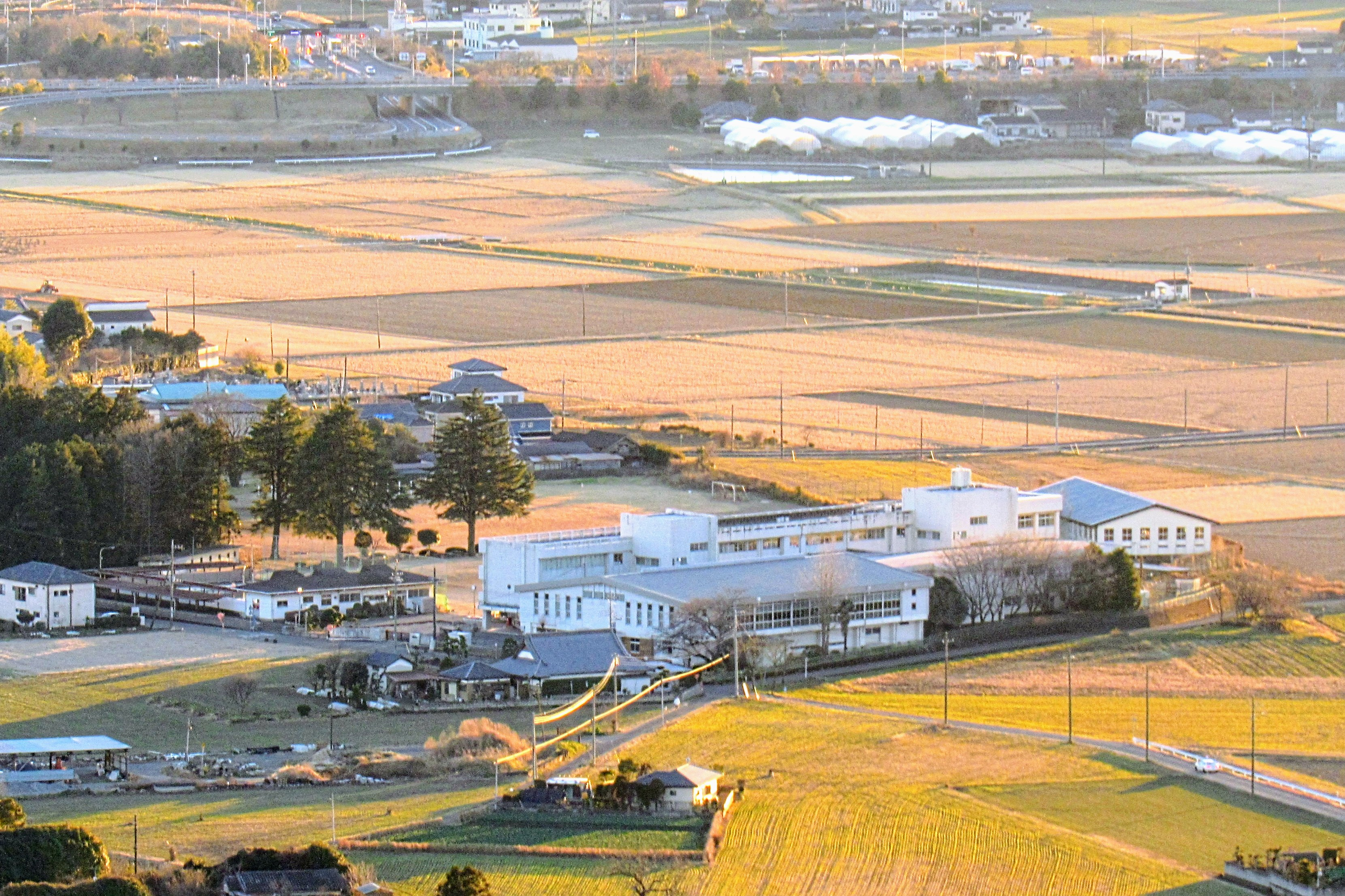
岩瀬西中学校

町村制施行まで富岡村と名乗った。立地から岩瀬西部地区（旧西那珂村→旧岩瀬町）の中心とされ、1879年（明治11年）に犬田村、大泉村、下泉村の連合戸長役場を集約し富岡村に設置。町村制施行時にも西那珂村役場が置かれた。その後の岩瀬地区への移転まで西那珂村の中心であった。2023年現在も岩瀬西部地区の中心として桜川市立岩瀬西中学校の所在地となっている。

#### 鍬田（本田）
町村制施行まで鍬田村を名乗った。鍬田地区は本田と新橋地区（国道50号沿い）に2分され、当地は本田である。集落体としては富岡地区と一体となっている。
新橋地区については岩瀬 (桜川市)#鍬田（新橋）を参照

#### 下泉
町村制施行まで下泉村と名乗った。村社の鹿島神社の神事として、隣接する本郷地区とともに大飯祭りが行われる地区として知られる。かつて連合戸長役場（下泉、西飯岡、長方、中泉、本郷、堤上、上野原地新田）が置かれていた。

### 益子街道（現・県道41号）沿い

#### 大泉
町村制施行まで大泉村を名乗った。栃木県との県境に位置し、茨城県道・栃木県道41号つくば益子線のほか栃木県道・茨城県道119号真岡岩瀬線（大手坂）が真岡方面へ分岐する。江戸時代には金鉱が発見されており、集落の中心には金鉱にまつわる金性寺がある。かつて連合戸長役場（大泉、久原、飯渕、鍬田、富岡）が置かれていた。

### 結城街道（現・国道50号）沿い

#### 上野原地新田

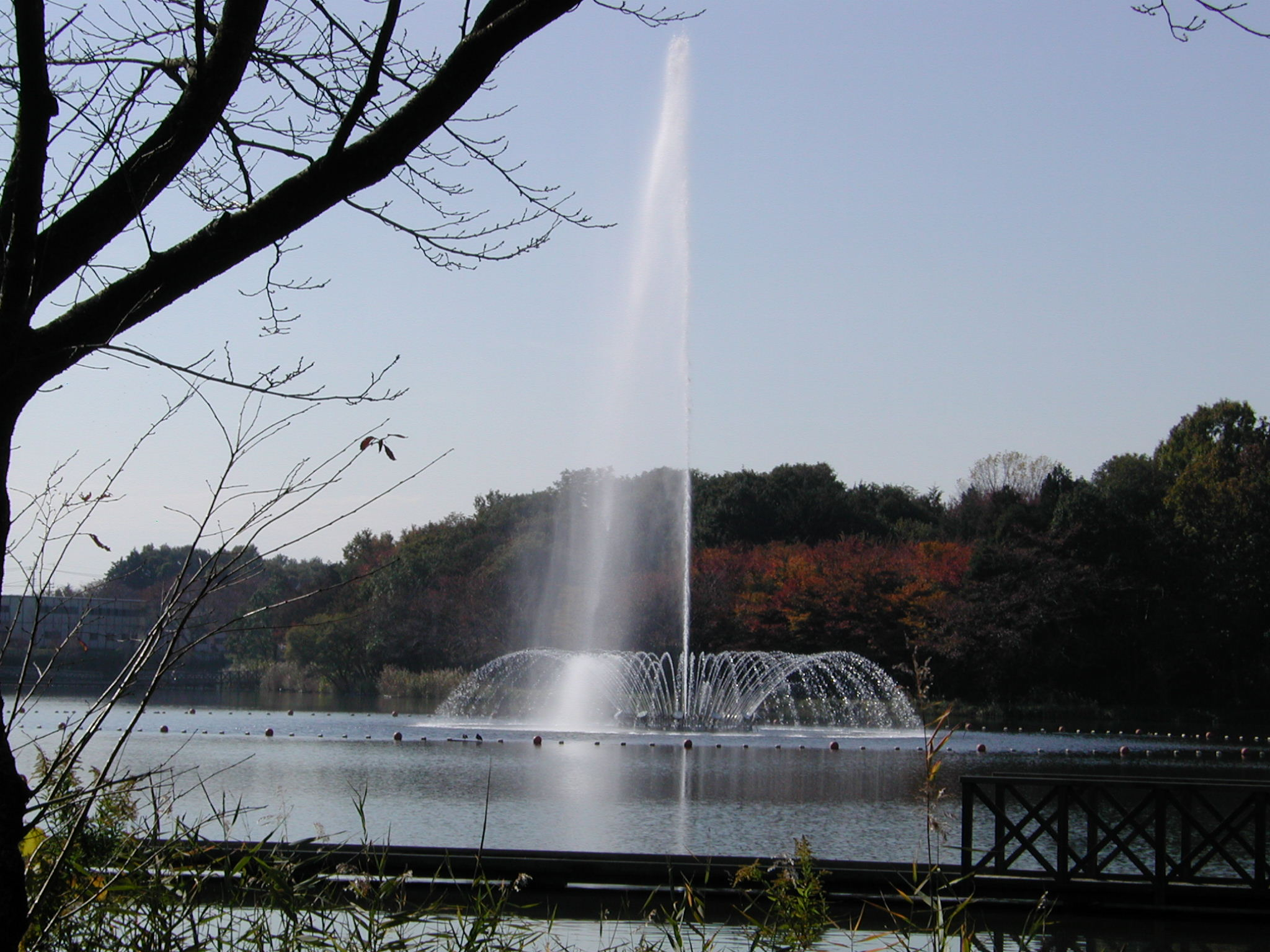
上野沼

古くは小敷三郷村と称した。元禄期以降に当地の開拓が進み、村名も上野原新田となった。長谷川大紋元参議院議員の所有するうら筑波観光開発により、上野沼（新池）を中心に上の原リゾートとして整備されている。昭和時代には長谷川バラ園（上野沼バラ園）が存在し、観覧車も営業していた。
上野原地新田も参照

### その他
その他、堤上、本郷、久原、飯渕、長方、中泉地区がある。なお、鍬田地区のうち新橋地区は岩瀬市街地に組み込まれている。

## 大字・小字
| 大字・地区                           | 小字（公営住宅名や地番表示等に使用される） | 備考 |
| ------------------------------------ | --- | ---- |
| 鍬田（くわた/くわだ）                | 仲下（なかしも）、前田、フゴタ、前川、川久保、青木関、流、繕柵（つくろいさく）、四反田、谷原、川宇ス、立野、向川久保、合ノ田、堰ノ上、向川、仲田、川久保台、上り戸、仲原、神殿、若宮、串塚、小聖（こじり）、神取、向原、又七山、仲宿、上宿、烏川、下宿 |      |
| 富岡（とみおか）                     | 中辰巳、田中、北中原、久原境、山王、山王久保、正光寺、反町、門田、記念田、桜川、辰巳前、堀ノ内、西久、内、中前、中西、中巽、中浦、堀北、宮下、東久保、胡桃下、田畑、北、北原、関下、北田、塚田、深町、乾、仲宿、上宿、串塚、天王前、丸太、三町田、竜迎、南、西ノ内、巽前、北、中 |      |
| 西飯岡（にしいいおか）               | 神田、田畑、金岡、谷津、入前、入、宿、前田、金谷、伊勢代、白山前、小敷三郷、梶田、石関、仁田代（にいたしろ）、白山、四メ畑、小敷 |      |
| 堤上（つつみのうえ）                 | 当向、柳沢、金山前、馬場前、田光神 、瀬々ケ入（せぜがいり）、竹ノ下、中根、南戸屋、八幡前、小谷下、稲荷入、赤坂、大沢、竹久根、大門、宮東 |      |
| 下泉（しもいずみ）                   | 遠辻󠄀、会ノ田、下泉前、竹ノ下、上反町、反町、由添（よしぞい）、柳町、小田橋、上谷田、谷田、前谷鹿、細谷、細谷原、大堤 |      |
| 本郷（ほんごう）                     | 北浦、北ノ内、西裡（にしり）、池下、内山前、後田、谷田、馬船、輪具、向原、蓬田前、遠越、西峯、大峯、山ノ入、馬場前、東田、柴ノ内、台、今宮、西浦、本郷、前谷鹿、内山 |      |
| 久原（くばら）                       | 前畑、一本木、辰海道、森山、内畑、山口、松原、旭、白山前、吉原、住吉、東田、香取、深田、堂入、本田 |      |
| 飯渕（いいぶち）                     | 前田、森山、堂ノ入、北久保、八岡、山ノ入、香取、台、香取前、大日陰、芝坂、大日向、香取 |      |
| 大泉（おおいずみ）                   | 金井、天神前、前田、観音沢、風呂入、桂岡、堀間、小松原、百目鬼（どうめき）、萩戸、沢尻、石田、安郷、伊保田原、桜石、柳久保、北久保、一色、鷲の巣、大幡、星の宮、宮沢、焼米沢、ニッ沢、滝ノ入、鴨島、宮脇、花見堂、柳沢、丑沢、平野、川添、柳町、田迎、堀添、石関、関場、袖山前、沖田、宿浦（しゅくうら）、八岡台、金井台、冠木、榎戸、腰巻、梶田、屋敷前、峯崎、姫地蔵、梶ヶ入、田中前、田中山、花園、七久保、池下、一色台、小幡入、高倉、角田、五嶺台、薬師台、権治郎畑、 前原、八岡、后山（うしろやま）、峯前、宮田、北浦、貉石（むじないし）、富士山、中雀、十石久保、高峠、大田原、田辺、東沖、椿沢、ハタゴ台、屋敷脇 |      |
| 長方（おさかた）                     | 塚田、南辰海道、北辰海道、北耕地、田端前（たばたまい）、籠田、向田島、前田、飯島、星ノ宮、上野、長町、下塚田、梶田、鏡田、大日下（だいにちした）、中内、戸崎、小幡、北浦、金井、息栖、大堤、町浦、上小幡、田端前（たばたけまえ） |      |
| 中泉（なかいずみ）                   | 北浦、大堤、欠下（かけした）、星ノ宮、飯島、中泉、町浦、北田 |      |
| 上野原地新田（うえのはらちしんでん） | 上野原、上野、小敷、台、細谷東、細谷西、細谷 |      |

## 世帯数と人口
2022年（令和4年）4月1日現在の世帯数と人口は以下の通り。
| 地区名（大字） | 自治会区名    | 世帯数 | 人口 | 人口             | 人口             |
| -------------- | ------------- | ------ | ---- | ---------------- | ---------------- |
| 鍬田           | 新橋※岩瀬地区 | 327    | 845  | 岩瀬地区に属する | 岩瀬地区に属する |
| 鍬田           | 鍬田本田1     | 24     | 64   | 64               | 坂戸地区 3,316   |
| 長方           | 長方南        | 116    | 324  | 590              | 坂戸地区 3,316   |
| 長方           | 長方北        | 106    | 266  | 590              | 坂戸地区 3,316   |
| 中泉           | 中泉          | 61     | 176  | 176              | 坂戸地区 3,316   |
| 上野原地新田   | 上の原        | 45     | 98   | 232              | 坂戸地区 3,316   |
| 上野原地新田   | 上の原学園    | 6      | 129  | 232              | 坂戸地区 3,316   |
| 上野原地新田   | 上の原病院    | 5      | 5    | 232              | 坂戸地区 3,316   |
| 下泉           | 下泉新田      | 25     | 70   | 206              | 坂戸地区 3,316   |
| 下泉           | 下泉本田      | 45     | 136  | 206              | 坂戸地区 3,316   |
| 本郷           | 本郷          | 94     | 274  | 274              | 坂戸地区 3,316   |
| 堤上           | 堤上          | 45     | 126  | 126              | 坂戸地区 3,316   |
| 西飯岡         | 西飯岡        | 143    | 380  | 380              | 坂戸地区 3,316   |
| 大泉           | 大泉          | 220    | 557  | 557              | 坂戸地区 3,316   |
| 飯渕           | 飯渕          | 42     | 120  | 120              | 坂戸地区 3,316   |
| 久原           | 久原          | 111    | 279  | 279              | 坂戸地区 3,316   |
| 富岡           | 富岡          | 85     | 228  | 248              | 坂戸地区 3,316   |
| 富岡           | さつき荘      | 20     | 20   | 248              | 坂戸地区 3,316   |

## 歴史
- 律令制以前 新治国が置かれ、そのうち鬼怒川から笠間在にかけての広い新治郡の坂戸郷（小栗・蓬田・北蓬田を除く）が2023年現在の坂戸地区に当たる。
- 常陸風土記に坂戸含む一体を波太岡と記される。
- 奈良時代 新治国→新治評が新治郡と改称し、新治郡の中央部の岩瀬地域が中郡庄と呼ばれる。
- 904年 「和名抄」に常陸国新治郡坂門郷と記される。
- 戦国時代 城山に坂戸城が築かれる。
- 江戸時代 大泉村・飯岡村・堤上村・本郷村は旗本知行地に、上野原地新田が幕府領に、下泉・中泉が幕府と笠間藩の相給となり、他は笠間藩領となる。
- 1755年（宝暦5年）
  - 大泉堀ノ内 - 堤上に切り通しが完成する。
  - 三谷三九郎が大泉村で金鉱山を発見し沢山金山（さわやまきんざん）として開発する。開発犠牲者の供養のため大泉村に金性寺が建立される。
- 1868年（明治元年） 飯岡村が西飯岡村に、小幡村が西小幡村に改称する。この頃までに西小幡村から西小幡村新田が分村する。
- 1873年（明治6年） 昇竜小学校（現・坂戸小学校）が開校。
- 1878年（明治11年）
  - 西小幡村・西小幡村新田・上野新田が合併し長方村となる。
  - 区町村編成法の施行により犬田村、大泉村、下泉村にあった連合戸長役場が富岡村連合戸長役場に集約される。
- 1889年（明治22年）4月1日 町村制の施行により14村が合併し、西那珂村（にしなかむら）が発足。村名は過去存在した西那珂郡による。
- 1925年（大正14年）1月1日 西那珂村が町制施行改称し、岩瀬町（旧）となる。
- 1953年（昭和28年）5月18日 国道122号（2023年現在の国道50号）が制定。
- 1955年（昭和30年）3月31日 北那珂村・東那珂村と合併し、岩瀬町（新）が発足。
- 1977年（昭和52年） 長方地区の区域区分の決定と同時に、同地区を工業専用地域に指定。
- 1981年（昭和56年） 筑西地域職業訓練センターが上野沼沿いに完成。
- 1984年（昭和59年） 西飯岡農村集落センターが完成。
- 1988年（昭和63年）6月20日 大和駅が開業。
- 1993年（平成5年） 大泉農村集落センターが完成。
- 2005年（平成17年） 新設合併により桜川市となる。
- 2008年（平成20年）4月12日 北関東自動車道桜川筑西インターチェンジ - 笠間西インターチェンジ間開通に伴い桜川筑西インターチェンジ供用開始。
- 2009年（平成21年） 都市整備構想を発表[7]し桜川筑西IC周辺地区開発整備事業が開始する。
- 2016年（平成28年）4月1日 坂戸幼稚園が廃止。

## 祭事
- 大飯祭り
- 久原のひょっとこ

## 交通

### 鉄道
- 東日本旅客鉄道
  - ■ 水戸線
    - 大和駅

### バス
- 桜川市巡回ワゴン「ヤマザクラGOミニ」（西茨城観光バス受託路線）
  - 各地区 - 岩瀬市街地 - 岩瀬駅 - 桜川市役所岩瀬庁舎

### 道路
- 北関東自動車道
- 国道50号
- 茨城県道・栃木県道41号つくば益子線
- 茨城県道148号東山田岩瀬線
- 茨城県道・栃木県道216号岩瀬二宮線
- 小栗街道（桜川市鍬田 - 富岡 - 西飯岡 - 堤上 - 下泉 - 本郷 - 筑西市蓬田 - 小栗）

## 施設・名所

### 商業施設
- コメリ
- セブン-イレブン

### 教育機関
- 桜川市立岩瀬西中学校
- 桜川市立坂戸小学校

### 保育機関
- 坂戸幼稚園（廃園）

### 神社・寺院
- 妙法寺 (桜川市)

### 名所
- 上野沼